# Allittia uliginosa
Allittia uliginosa là một loài thực vật có hoa trong họ Cúc. Loài này được (G.L.Davis) P.S.Short mô tả khoa học đầu tiên năm 2004.